# 라파예트 칼리지
라파예트 칼리지(Lafayette College)는 미국 펜실베이니아주 이스턴에 위치한 4년제 사립 대학이다. 1826년에 제임스 매디슨 포터와 이스턴 내 다른 시민들에 의해 세워진 이 칼리지는 1832년 처음 수강이 시작되었다. 설립자들은 미국 독립 혁명의 영웅 질베르 뒤 모티에 드 라파예트 후작의 이름을 기리기 위해 이 대학의 교명에 투표했다.